# Planetarisk ring
En planetarisk ring är en ring av stoft och andra små partiklar som kretsar kring en planet i en tunn skivformad region. De mest kända och spektakulära planetariska ringarna är de som finns runt Saturnus, men alla de fyra gasjättarna i vårt solsystem (Jupiter, Saturnus, Uranus och Neptunus) har egna ringar.
De inre planeterna har inga ringar, inte dvärgplaneten Pluto  heller. Även om Mars inte har någon ring idag kommer den troligen att få det när dess måne Phobos kommer alltför nära Mars och bryts sönder till en ring. Det finns också en möjlighet att Phobos inte bryts sönder utan helt enkelt slår ned på ytan. Detta kommer dock inte hända med vår måne som istället rör sig allt längre bort från jorden.

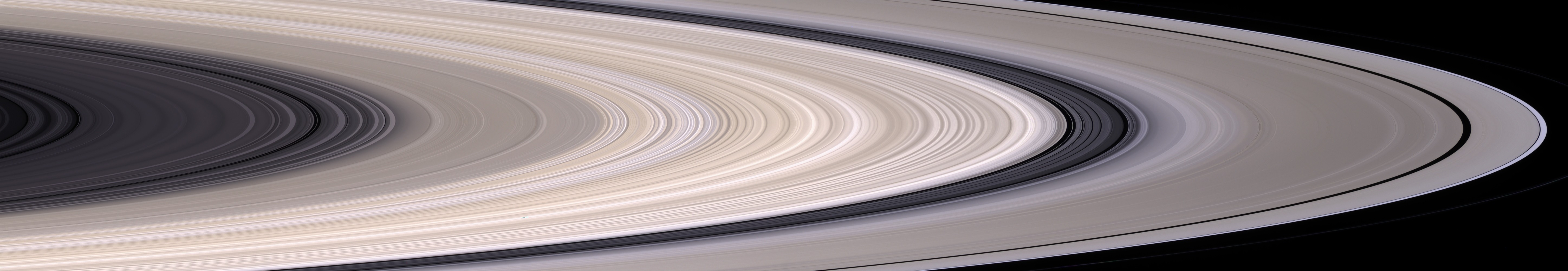
Panoramavy över Saturnus ringar.

## Herdemånar

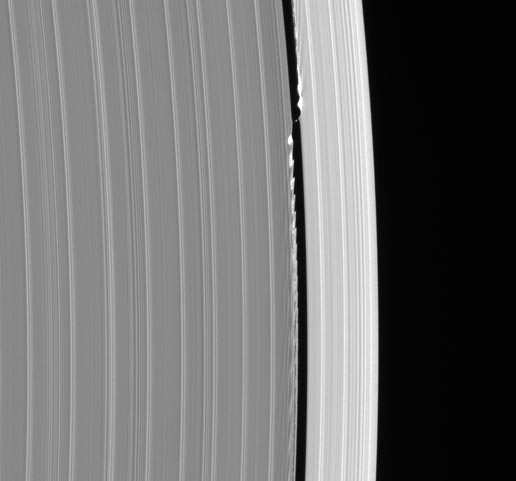
Herdemånen Daphnis i Keeler Gap i Saturnus ringsystem. Den gravitationella effekten från månen orsakar vågor på ringarna.

Ibland har ringar så kallade herdemånar, små månar som kretsar nära de yttre ringgränserna i mellanrum mellan ringarna. Herdemånarnas gravitation hjälper till att kvarhålla de skarpa ringkanterna; material som kommer närmre herdemånarnas omloppsbanor kastas tillbaka till ringarna. Materialet kan även falla ner på månen själv eller slungas ut ur ringsystemet. Denna påverkan kan man observera genom speciella vågmönster som ofta bildas i ringen före och efter en herdemåne.

## Uppkomst
De planetariska ringarnas uppkomst är inte precist känd, men man tror att de är instabila och upplöses över en period på tio eller hundra miljoner år. Som ett resultat av detta, måste de nuvarande ringarna ha en relativt modern födelse, möjligen formad av sönderfallna klippstycken från en måne som råkade ut för en stor kollision eller splittrades av moderplanetens gravitation när den passerade planetens Roche-gräns.

## Sammansättning
Sammansättningen av ringpartiklarna varierar från den ena planeten till den andra; de kan vara silikater eller isstoft. Större stenar och block finns också. 
- Jupiters mycket finkorninga stoftringar är starkt påverkade av elektromagnetiska krafter och tycks ha bildats av spillror som slagits loss från dess små, yttre månar.[2] Flera av Jupiters små innersta månar, Metis och Adrastea, finns inne i Jupiters ringsystem och är också inom Jupiters Roche-gräns. Det är möjligt att Jupiters ringar är uppbyggda av material som sugs av de båda månarna av planetens gravitationella effekt, eventuellt med hjälp av ringmaterial som slår ner på månarnas yta. En måne innanför Roche-gränsen hålls ihop enbart av mekanisk styrka snarare än gravitation, något endast små månar alls kan överleva, och därmed kan löst material på ytan helt enkelt "falla av" och hamna i ringarna.

- Saturnus omfattande ringsystem tycks ha lite av varje från de övriga tre.[2] Sedan 2004 cirkulerar rymdfarkosten Cassini i Saturnus-systemet och en av dess uppgifter är att lära oss mer om Saturnus ringar.

- Uranus ringar är mycket smala, excentriska och har stor inklination, vilket skulle kunna tala för att deras ursprung är gravitationella effekter.[2]

- Neptunus största ringar består till stor del av stora klumpar och uppstod sannolikt genom kollisioner mellan några av månarna.[2] Neptunus ringar är ovanliga på så sätt att de först tycktes vara ofullständiga ringar, men Voyager 2 visade att de är kompletta med vita klumpar. Det antas att herdemånen Galatea och eventuellt ytterligare någon, ännu oupptäckt herdemåne, ligger bakom klumparna.

## 10199 Chariklo
2014 upptäcktes att den 260 kilometer lilla asteroiden 10199 Chariklo som befinner sig i omloppsbana mellan Saturnus och Uranus har två 6–7 kilometer breda ringar. Chariklo är hittills den första och enda mindre himlakroppen där man upptäckt ett ringsystem. Ringarna tros ha uppkommit genom en kollision.

## 2060 Chiron
I januari 2015 föreslogs att även 2060 Chiron har ett ringsystem. Ringarna är ännu inte bekräftade, utan bygger främst på omvärderingar av gamla observationer.

## Bildgalleri: Gasjättarnas ringar

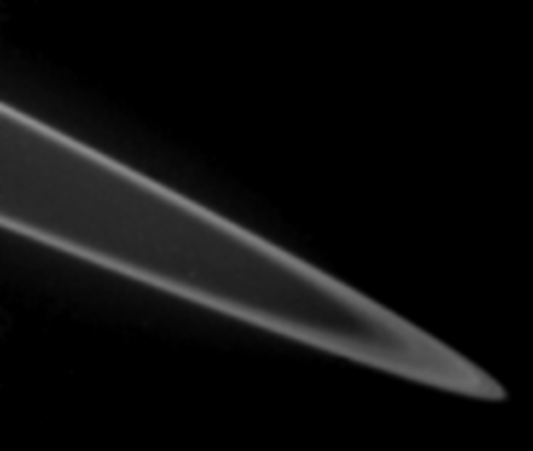
Jupiters ringar
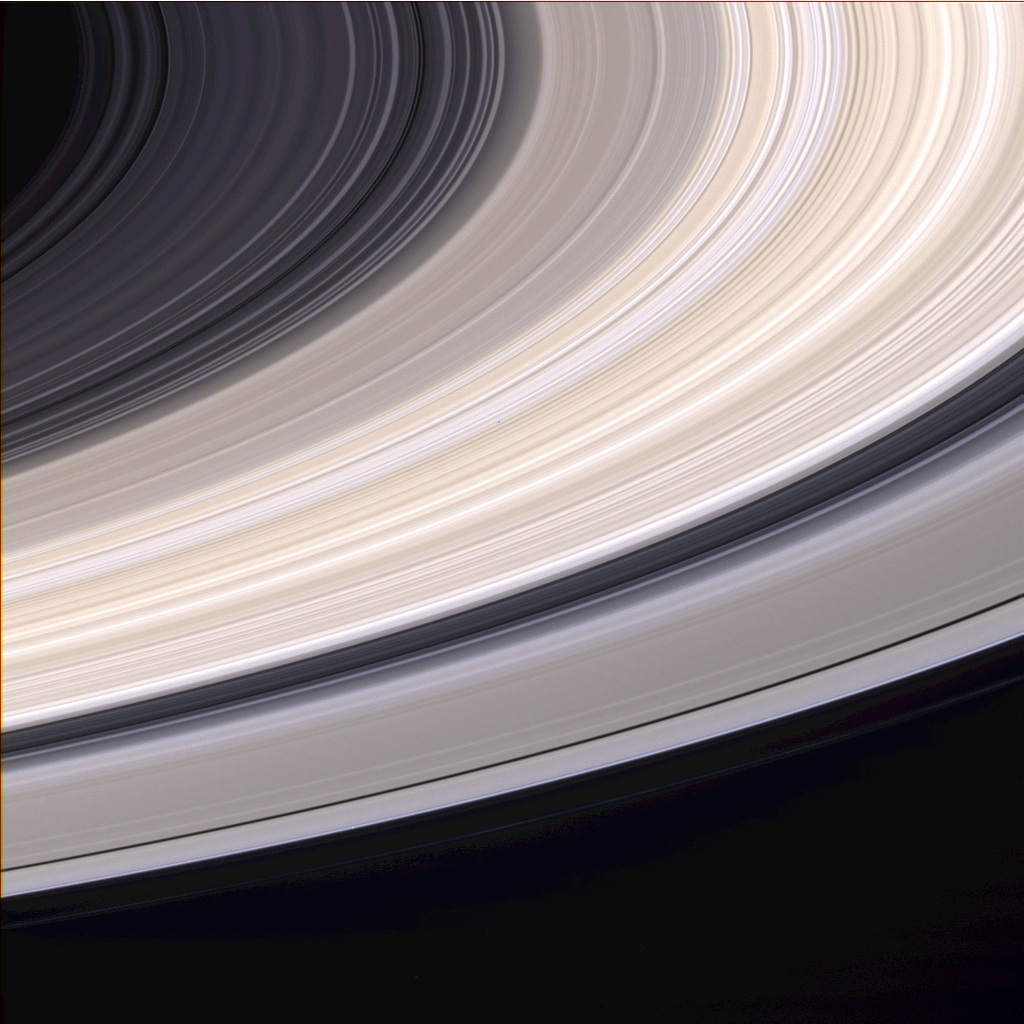
Saturnus ringar
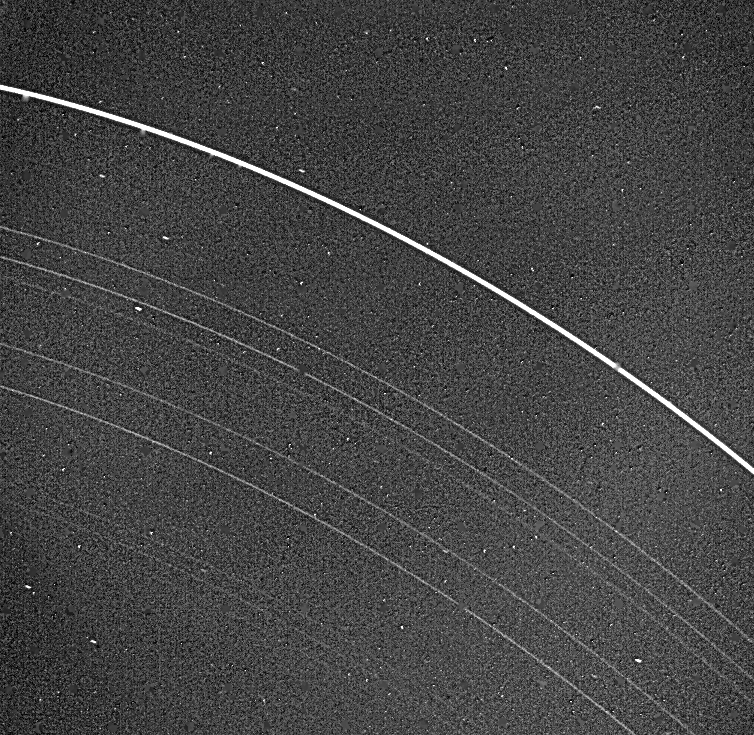
Uranus ringar
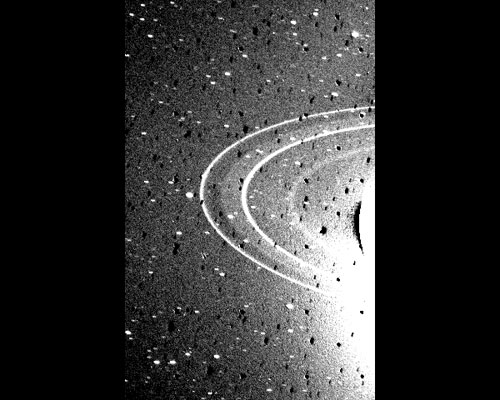
Neptunus ringar